# ジョニー野村
ジョニー野村（ジョニー のむら、本名：野村 威温（のむら いおん）、1945年11月4日 - 2021年1月23日）は、日本の音楽プロデューサー、音楽出版関係の人物である。ブカレスト生まれ。1947年、日本に移住した。
本名の威温（Ion）はルーマニア語でヨハネを意味し、英語のJohn (愛称Johnny）に相当する。ゴダイゴをプロデュースした。
父親は元ブカレスト駐在武官・野村三郎、母親は野村タチアーナ（ルーマニアに亡命してきたロシア人）。妹が1人いる。元妻は作詞家・演出家の奈良橋陽子。長男は俳優の野村祐人、長女は女優・演出家の米倉リエナ。
ルーマニアからシベリア鉄道を通って日本にやってきた母親のエピソードが、2007年3月13日放送のテレビ東京系の番組「奥さまは外国人」で紹介された。

## 来歴・人物
横浜市のセント・ジョセフ・スクールに通い、バンドをいくつか結成し、米軍キャンプに出入りして演奏していた。この頃、後にザ・ゴールデン・カップスを結成するエディ藩やケネス伊東、ルイズルイス加部らと交流する。これが縁でザ・ゴールデン・カップスのメンバーであり、ゴダイゴを率いることになるキーボード担当のミッキー吉野と知り合う。
大学は国際基督教大学に入学した。在学時に日本国籍を取得した。1964年東京オリンピック、大阪万博で通訳などを務める。学生時代に奈良橋陽子と知り合い、シアトルで結婚したが、後に離婚する。
音楽出版の社長としてタケカワユキヒデを見出し、ミッキー吉野らと結びつける縁を作った。2021年1月23日、セブ島の自宅で死去した。75歳没。